# Comuna Sinești, Iași
Sinești este o comună în județul Iași, Moldova, România, formată din satele Bocnița, Osoi, Sinești (reședința) și Stornești.

## Așezare
Comuna se află în vestul județului, la limita cu județul Neamț. Este străbătută de șoseaua județeană DJ207A, care o leagă spre nord-est de Popești și spre sud-vest în județul Neamț de Boghicea, Bâra, Sagna și Roman (unde se termină în DN2). Lângă Bocnița, acest drum se intersectează cu șoseaua județeană DJ282E, care o leagă spre nord de Lungani și Bălțați (unde se termină în DN28) și spre sud de Mădârjac și Țibana.

## Demografie
Componența etnică a comunei Sinești
     Români (89,29%)
     Alte etnii (0,05%)
     Necunoscută (10,66%)
Componența confesională a comunei Sinești
     Ortodocși (89,09%)
     Alte religii (0,25%)
     Necunoscută (10,66%)
Conform recensământului efectuat în 2021, populația comunei Sinești se ridică la 3.668 de locuitori, în scădere față de recensământul anterior din 2011, când fuseseră înregistrați 4.171 de locuitori. Majoritatea locuitorilor sunt români (89,29%), iar pentru 10,66% nu se cunoaște apartenența etnică. Din punct de vedere confesional, majoritatea locuitorilor sunt ortodocși (89,09%), iar pentru 10,66% nu se cunoaște apartenența confesională.

## Politică și administrație
Comuna Sinești este administrată de un primar și un consiliu local compus din 13 consilieri. Primarul, Petru Holicov[*], de la Partidul Național Liberal, este în funcție din 2004. Începând cu alegerile locale din 2024, consiliul local are următoarea componență pe partide politice:
|  | Partid                    | Consilieri | Componența Consiliului | Componența Consiliului | Componența Consiliului | Componența Consiliului | Componența Consiliului | Componența Consiliului | Componența Consiliului | Componența Consiliului | Componența Consiliului | Componența Consiliului | Componența Consiliului |
|  | ------------------------- | ---------- | ---------------------- | ---------------------- | ---------------------- | ---------------------- | ---------------------- | ---------------------- | ---------------------- | ---------------------- | ---------------------- | ---------------------- | ---------------------- |
|  | Partidul Național Liberal | 11         |                        |                        |                        |                        |                        |                        |                        |                        |                        |                        |                        |
|  | Partidul Social Democrat  | 2          |                        |                        |                        |                        |                        |                        |                        |                        |                        |                        |                        |

## Istorie
La sfârșitul secolului al XIX-lea, comuna făcea parte din plasa Cârligătura a județului Iași și era formată din satele Sinești, Osoi, Catârgaci și Stornești, având în total 1935 de locuitori. Existau în comună o școală, o moară de aburi și două biserici. Anuarul Socec din 1925 o consemnează în plasa Bahlui a aceluiași județ, având 2240 de locuitori în satele Bocnița, Osoi, Sinești și Stornești. Comuna a fost desființată temporar în 1931, când satele ei au trecut la comuna Popești, dar la scurt timp a fost reînființată.
În 1950, a fost transferată raionului Iași din regiunea Iași. În 1968 a revenit la județul Iași, reînființat.

## Monumente istorice
Trei obiective din comuna Sinești sunt incluse în lista monumentelor istorice din județul Iași ca monumente de interes local. Unul este situl arheologic „Șesul de la Osoi”, aflat la 400 m nord-vest de școala din Osoi, și care cuprinde urme de așezări din perioada Latène (cultura geto-dacică) și din Epoca Medievală (secolele al XV-lea–al XVIII-lea). Celelalte două sunt clasificate ca monumente de arhitectură: biserica „Adormirea Maicii Domnului” (1820) și biserica de lemn „Buna Vestire” (1717), ambele din satul Sinești.